# Qualificazioni alla CONCACAF Women's World Cup Qualifying 2010
Le qualificazioni alla CONCACAF Women's World Cup 2010 sono iniziate il 3 marzo 2010 e vedono la partecipazione di 23 squadre, con tre formazioni già ammesse direttamente alla fase finale.

## Nord America
Le tre squadre della North American Football Union sono ammesse direttamente alla fase finale.
- Canada
- Messico
- Stati Uniti

## Centro America
Nella zona centroamericana, sei nazionali membri della Unión Centroamericana de Fútbol hanno partecipato alla competizione di qualificazione. Le sei squadre sono state disposte in due gironi da tre squadre ciascuno con la prima classificata che si è qualificata per la fase finale come rappresentanti dell'UNCAF.
Il torneo di qualificazione si è svolto in base ai rispettivi gironi in Guatemala e Nicaragua dal 20 al 30 aprile 2010.

### Triangolare A

#### Classifica
| Pos. | Squadra     | Pt | G | V | N | P | GF | GS | DR  |
| ---- | ----------- | -- | - | - | - | - | -- | -- | --- |
| 1.   | Guatemala   | 6  | 2 | 2 | 0 | 0 | 7  | 2  | +5  |
| 2.   | El Salvador | 3  | 2 | 1 | 0 | 1 | 10 | 2  | +8  |
| 3.   | Belize      | 0  | 2 | 0 | 0 | 2 | 1  | 14 | -13 |

#### Risultati
| Arbitro: | Erika Vargas |

|                                                                        |           |  |
| Merino 9’ Campos 15’, 29’ Landaverde 17’, 68’ Ramos 69’, 86’, 87’, 90’ | Marcatori |  |

| Arbitro: | Quetzalli Alvarado |

|                        |           |                |
| Ramos 12’ Cayetano 55’ | Marcatori | 35’ Landaverde |

| Arbitro: | Arlene Troya |

|                                                   |           |               |
| Tobar 45’ Ramos 48’ Cayetano 61’, 72’ Lohaiza 70’ | Marcatori | 55’ Hernandez |

### Triangolare B

#### Classifica
| Pos. | Squadra    | Pt | G | V | N | P | GF | GS | DR |
| ---- | ---------- | -- | - | - | - | - | -- | -- | -- |
| 1.   | Costa Rica | 6  | 2 | 2 | 0 | 0 | 4  | 0  | +4 |
| 2.   | Nicaragua  | 3  | 2 | 1 | 0 | 1 | 2  | 3  | -1 |
| 3.   | Honduras   | 0  | 2 | 0 | 0 | 2 | 1  | 4  | -3 |

#### Risultati
| Arbitro: | Yesli Rivas |

|                      |           |            |
| Lovo 31’ Acevedo 86’ | Marcatori | 9’ Turcios |

| Arbitro: | Maria Ortego |

|  |           |                               |
|  | Marcatori | 39’ C. Venegas 81’ F. Sánchez |

| Arbitro: | Irazema Aguilera |

|  |           |                                 |
|  | Marcatori | 24’ R. Rodríguez 37’ C. Venegas |

## Caraibi
La vincitrice di ogni gruppo e la miglior seconda classificata avanzano al secondo round.
Cuba e Trinidad e Tobago qualificate direttamente al secondo round.

### Gruppo A

#### Classifica
| Pos. | Squadra                   | Pt | G | V | N | P | GF | GS | DR |
| ---- | ------------------------- | -- | - | - | - | - | -- | -- | -- |
| 1.   | Guyana                    | 6  | 2 | 2 | 0 | 0 | 3  | 0  | +3 |
| 2.   | Suriname                  | 3  | 2 | 1 | 0 | 1 | 1  | 2  | -1 |
| 3.   | Saint Vincent e Grenadine | 0  | 2 | 0 | 0 | 2 | 0  | 2  | -2 |

#### Risultati
| Arbitro: | Nicole Joseph |

|                 |           |  |
| Smit 65’ (rig.) | Marcatori |  |

| Arbitro: | Gillian Martindale |

|                            |           |  |
| B. Persaud 19’ Heydorn 47’ | Marcatori |  |

| Arbitro: | Gillian Martindale |

|             |           |  |
| Heydorn 60’ | Marcatori |  |

### Gruppo B

#### Classifica
| Pos. | Squadra             | Pt | G | V | N | P | GF | GS | DR  |
| ---- | ------------------- | -- | - | - | - | - | -- | -- | --- |
| 1.   | Porto Rico          | 6  | 2 | 2 | 0 | 0 | 13 | 0  | +13 |
| 2.   | Saint Kitts e Nevis | 3  | 2 | 1 | 0 | 1 | 2  | 7  | -5  |
| 3.   | Dominica            | 0  | 2 | 0 | 0 | 2 | 0  | 8  | -8  |

#### Risultati
| Arbitro: | Gillian Martindale |

|                          |           |  |
| Arthurton 84’ Powell 89’ | Marcatori |  |

| Arbitro: | Gillian Martindale |

|                                                                      |           |  |
| Tirelli 5’ Negrón 6’, 53’, 84’ Rodríguez 25’ Reyes 31’ Hernández 44’ | Marcatori |  |

| Arbitro: | Gillian Martindale |

|                                                           |           |  |
| Cardona 31’, 83’ Hernández 62’ Tousett 67’, 89’ Félix 70’ | Marcatori |  |

### Gruppo C

#### Classifica
| Pos. | Squadra                 | Pt | G | V | N | P | GF | GS | DR |
| ---- | ----------------------- | -- | - | - | - | - | -- | -- | -- |
| 1.   | Saint Lucia             | 6  | 2 | 2 | 0 | 0 | 9  | 1  | +8 |
| 2.   | Antigua e Barbuda       | 3  | 2 | 1 | 0 | 1 | 4  | 3  | +1 |
| 3.   | Isole Vergini Americane | 0  | 2 | 0 | 0 | 2 | 1  | 10 | -9 |

#### Risultati
| Arbitro: | Nicole Joseph |

|           |           |                      |
| London 2’ | Marcatori | 40’ Marquis 44’ Jean |

| Arbitro: | Bryan Willett |

|  |           |                                                                |
|  | Marcatori | 8’ Alphonse 27’, 33’, 60’ Jean 47’, 61’ Frederick 85’ Celestin |

| Arbitro: | Nicole Joseph |

|                                   |           |            |
| Lewis 52’ Simon 58’ H. Thomas 90’ | Marcatori | 90’ Taylor |

### Gruppo D

#### Classifica
| Pos. | Squadra         | Pt | G | V | N | P | GF | GS | DR |
| ---- | --------------- | -- | - | - | - | - | -- | -- | -- |
| 1.   | Haiti           | 6  | 2 | 2 | 0 | 0 | 7  | 1  | +6 |
| 2.   | Rep. Dominicana | 3  | 2 | 1 | 0 | 1 | 4  | 3  | +1 |
| 3.   | Turks e Caicos  | 0  | 2 | 0 | 0 | 2 | 1  | 8  | -7 |

#### Risultati
| Arbitro: | Cardella Samuels |

|                         |           |            |
| Ubrí 29’, 55’ Frías 75’ | Marcatori | 1’ Barnett |

| Arbitro: | Cardella Samuels |

|  |           |                                                      |
|  | Marcatori | 2’ Dolce 25’ Saintilmond 45’ Batard 71’, 78’ Hilaire |

| Arbitro: | Cardella Samuels |

|                 |           |                           |
| Díaz 42’ (rig.) | Marcatori | 28’ Saintilmond 84’ Dolce |

### Gruppo E

#### Classifica
| Pos. | Squadra  | Pt | G | V | N | P | GF | GS | DR |
| ---- | -------- | -- | - | - | - | - | -- | -- | -- |
| 1.   | Barbados | 6  | 2 | 2 | 0 | 0 | 7  | 0  | +7 |
| 2.   | Anguilla | 3  | 2 | 1 | 0 | 1 | 2  | 3  | -1 |
| 3.   | Grenada  | 0  | 2 | 0 | 0 | 2 | 0  | 6  | -6 |

#### Risultati
| Arbitro: | Shane De Silva |

|                        |           |  |
| Hackette 17’, 60’, 83’ | Marcatori |  |

| Arbitro: | Shane De Silva |

|                               |           |  |
| Anderson 9’ C. Richardson 12’ | Marcatori |  |

| Arbitro: | Shane De Silva |

|                                                     |           |  |
| Brathwaite 9’ Hackette 46’, 87’ (rig.) Thompson 83’ | Marcatori |  |

### Raffronto tra le seconde classificate

#### Classifica
| Pos. | Squadra             | Pt | G | V | N | P | GF | GS | DR | Gr |
| ---- | ------------------- | -- | - | - | - | - | -- | -- | -- | -- |
| 1.   | Antigua e Barbuda   | 3  | 2 | 1 | 0 | 1 | 4  | 3  | +1 | C  |
| 2.   | Rep. Dominicana     | 3  | 2 | 1 | 0 | 1 | 4  | 3  | +1 | D  |
| 3.   | Anguilla            | 3  | 2 | 1 | 0 | 1 | 2  | 3  | -1 | E  |
| 4.   | Suriname            | 3  | 2 | 1 | 0 | 1 | 1  | 2  | -1 | A  |
| 5.   | Saint Kitts e Nevis | 3  | 2 | 1 | 0 | 1 | 2  | 7  | -5 | B  |

Antigua e Barbuda e Repubblica Dominicana sono finite alla pari come migliori seconde. Antigua e Barbuda hanno vinto per sorteggio.

### Secondo round
Le vincitrici dei due gruppi si qualificano alla CONCACAF Women's World Cup Qualifying 2010. Le seconde classificate accedono allo spareggio caraibico.

### Gruppo F

#### Classifica
| Pos. | Squadra           | Pt | G | V | N | P | GF | GS | DR  |
| ---- | ----------------- | -- | - | - | - | - | -- | -- | --- |
| 1.   | Trinidad e Tobago | 9  | 3 | 3 | 0 | 0 | 14 | 1  | +13 |
| 2.   | Guyana            | 6  | 3 | 2 | 0 | 1 | 11 | 3  | +8  |
| 3.   | Barbados          | 3  | 3 | 1 | 0 | 2 | 4  | 11 | -7  |
| 4.   | Saint Lucia       | 0  | 3 | 0 | 0 | 3 | 4  | 18 | -14 |

#### Risultati
| Arbitro: | Sabina Charles-Kirton |

|                                         |           |  |
| El-Masri 9’ A. Rodrigues 37’ Savona 55’ | Marcatori |  |

| Arbitro: | Cardella Samuels |

|                                                        |           |              |
| Edwards 11’, 23’ Cordner 19’, 52’ Mollon 56’ Shade 87’ | Marcatori | 60’ Alphonse |

| Arbitro: | Shane De Silva |

|  |           |                                                                                   |
|  | Marcatori | 9’ El-Masri 11’, 54’ A. Rodrigues 15’, 58’, 64’ Heydorn 47’ Owen 63’ J. Rodrigues |

| Arbitro: | Cardella Samuels |

|                                                  |           |  |
| King 5’, 11’, 48’ Herbert 72’ (aut.) Cordner 90’ | Marcatori |  |

| Arbitro: | Shane De Silva |

|                                        |           |                            |
| Stevenson 19’ Brathwaite 35’, 50’, 55’ | Marcatori | 71’, 86’ Henry 78’ Marquis |

| Arbitro: | Sabina Charles-Kirton |

|                               |           |  |
| Cordner 15’, 65’ Matthias 34’ | Marcatori |  |

### Gruppo G

#### Classifica
| Pos. | Squadra           | Pt | G | V | N | P | GF | GS | DR  |
| ---- | ----------------- | -- | - | - | - | - | -- | -- | --- |
| 1.   | Haiti             | 9  | 3 | 3 | 0 | 0 | 9  | 1  | +8  |
| 2.   | Cuba              | 6  | 3 | 2 | 0 | 1 | 10 | 7  | +3  |
| 3.   | Porto Rico        | 3  | 3 | 1 | 0 | 2 | 11 | 6  | +5  |
| 4.   | Antigua e Barbuda | 0  | 3 | 0 | 0 | 3 | 2  | 18 | -16 |

#### Risultati
| Arbitro: | Nicole Joseph |

|                                        |           |                                |
| Gallardo 37’, 67’ Fuentes 50’ Cruz 56’ | Marcatori | 72’, 75’ Tirelli 85’ Hernández |

| Arbitro: | Gillian Martindale |

|            |           |                                                         |
| London 36’ | Marcatori | 19’ Pierre Louis 42’ Batard 43’ Aristilde 49’ Mathelier |

| Arbitro: | Gillian Martindale |

|                                  |           |  |
| Charles 52’ Boulos 75’ Brand 86’ | Marcatori |  |

| Arbitro: | Asha Lester |

|                                                                              |           |  |
| Félix 4’, 16’ Negrón 18’, 72’ Soltero 35’ C. Reyes 39’ Taboas 84’ Guerra 90’ | Marcatori |  |

| Arbitro: | Asha Lester |

|                                  |           |  |
| Saintilmond 16’ Pierre Louis 87’ | Marcatori |  |

| Arbitro: | Asha Lester |

|                                                         |           |                |
| Gallardo 8’, 11’, 64’ Calderón 35’ Peláez 50’ Pérez 75’ | Marcatori | 82’ Kai Jacobs |

### Spareggio caraibico
La vincitrice dello spareggio caraibico si qualifica alla CONCACAF Women's World Cup Qualifying 2010.
| Squadra 1 | Totale | Squadra 2 | Andata | Ritorno |
| --------- | ------ | --------- | ------ | ------- |
| Cuba      | 2 – 3  | Guyana    | 1 – 0  | 1 – 3   |

#### Risultati
| Arbitro: | Shane De Silva |

|              |           |  |
| Gallardo 21’ | Marcatori |  |

| Arbitro: | Shane De Silva |

|                                                         |           |              |
| A. Rodrigues 37’ (rig.) B. Persaud 44’ J. Rodrigues 48’ | Marcatori | 35’ Gallardo |